# Origine sănătoasă
Origine sănătoasă este termenul prin care regimul comunist din România și mai larg teoria marxistă desemnau descendenții clasei muncitoare și ai țărănimii.
Prin opoziție, celelalte clase sociale erau considerate „nesănătoase” și erau persecutate în cadrul luptei de clasă. În timpul ocupației sovietice, doar tinerii de origine sănătoasă aveau în principiu acces la studii superioare. Gheorghiu-Dej menționa expres că „fiii elementelor exploatatoare” nu puteau urma decât anumite tipuri de învățământ: „Ei trebuie îndreptați către școlile profesionale pentru muncitori calificați, pentru a-i aduce spre producție. Și dacă îi îndreptăm spre producție, le schimbăm și mentalitatea. Vom contribui, prin aceasta, la impulsionarea procesului de restructurare, de schimbare, de deschiaburire, nu forțată, ci naturală.” Ei nu se puteau înscrie la facultăți precum geologie, filozofie, pedagogie, filologie, istorie, geografie, drept, economie.